# Dreams (The Cranberries)
"Dreams" is de debuutsingle van de Ierse rockband The Cranberries. Het nummer werd als single uitgebracht in september 1992 en verscheen een jaar later op het debuutalbum van de band, Everybody Else Is Doing It, So Why Can't We? Het nummer bereikte begin 1994 de top 50 van de Amerikaanse Hot 100, de top 30 van de Britse hitlijst en plek 9 in Ierland. 
De Britse dance-act Dario G heeft het nummer in 2001 gecoverd "Dream to Me". In deze versie werd de zang verzorgd door Ingrid Straumstøyl. Deze versie kwam tot nummer één in Roemenië en de top 10 in Oostenrijk, Duitsland en het Verenigd Koninkrijk.

## NPO Radio 2 Top 2000
| Nummer met noteringen in de NPO Radio 2 Top 2000 | '22  | '23  | '24  |
| ------------------------------------------------ | ---- | ---- | ---- |
| Dreams                                           | 1751 | 1658 | 1155 |

1. ↑  Een vetgedrukt getal geeft de hoogste notering aan.
2. ↑  2022 was het eerste jaar met een notering voor dit nummer.